# Difesa gotica
La difesa gotica è una rara apertura scacchistica, molto simile alla partita dei 3 cavalli dove il Nero rompe la simmetria col Bianco alla terza mossa:
1.e4 e5
2.Cf3 Cc6
3.Cc3 f5
Questo impianto è conosciuto anche come difesa Winawer e viene scarsamente giocato, se non per stupire il Bianco con un'apertura poco comune. Il Bianco può comunque scegliere di rientrare nel gambetto Jänisch della partita spagnola con 4.Ab5. Le alternative sono: l'occupazione del centro con 4.d4 o l'accettazione del gambetto con 4.exf5.
La trattazione teorica è comunque scarsa al riguardo, in quanto questo impianto è ancora meno utilizzato della partita dei 3 cavalli.

## Continuazioni
- a) 4 exf5 (variante di gambetto)
- b) 4 Ab5 (variante partita spagnola)
- c) 4 d4 (variante classica)

- - a) 4...e4 5.De2 d5 6.d3 Axf5 7.Ag5 Cf6 8. 0-0-0 Ae7 10 dxe4 Cxe4 11 Txd5 Axg5+ 12.Rb1 De7 13.Cxg5 Cxc3+ 14 bxc3 g6 15 g4 il bianco è in vantaggio.

- - b) 4...fxe4 5.Cxe4 d5 6.Cxe5 dxe4 7.Cxc6 Dg5 8.De2 Cf6 9.f4 Dxf4 10 d4 con gioco pari

- - c) 4...fxe4 5.Cxe5 Cf6 6.Ac4 De7 7.Ag5 Cxe5 8.dxe5 Dxe5 9.Axf6 Dxf6 10.0-0 il bianco è in vantaggio